# Косостеблик хвилястий
Косостеблик хвилястий (Plagiomnium undulatum) — вид мохів порядку головмохальних (Bryales).

## Поширення
Ареал охоплює такі частини світу: Європа, Північна Африка, Північна Америка, Азія.
Населяє затінений ґрунт у міських умовах; низькі висоти.

## Галерея

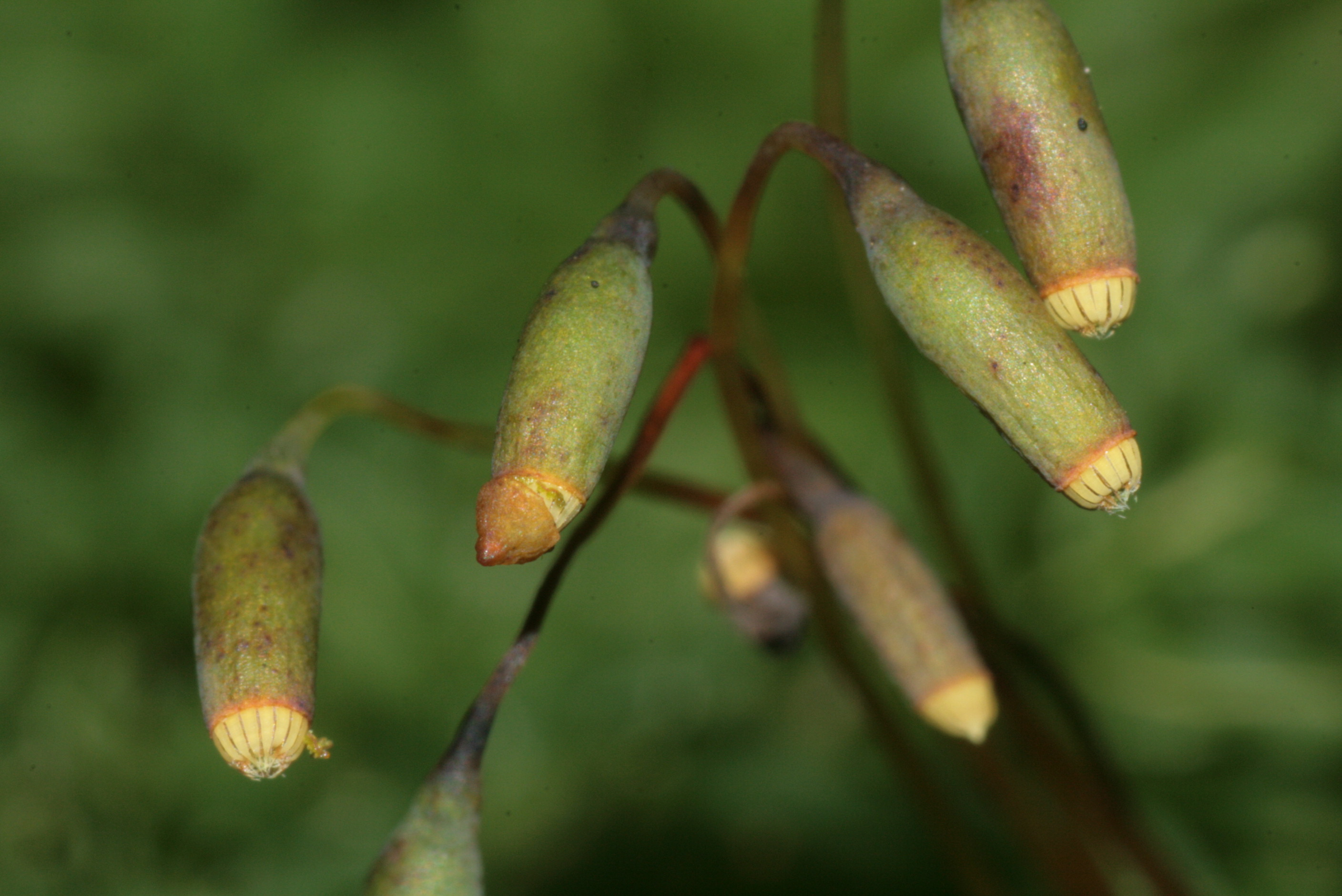
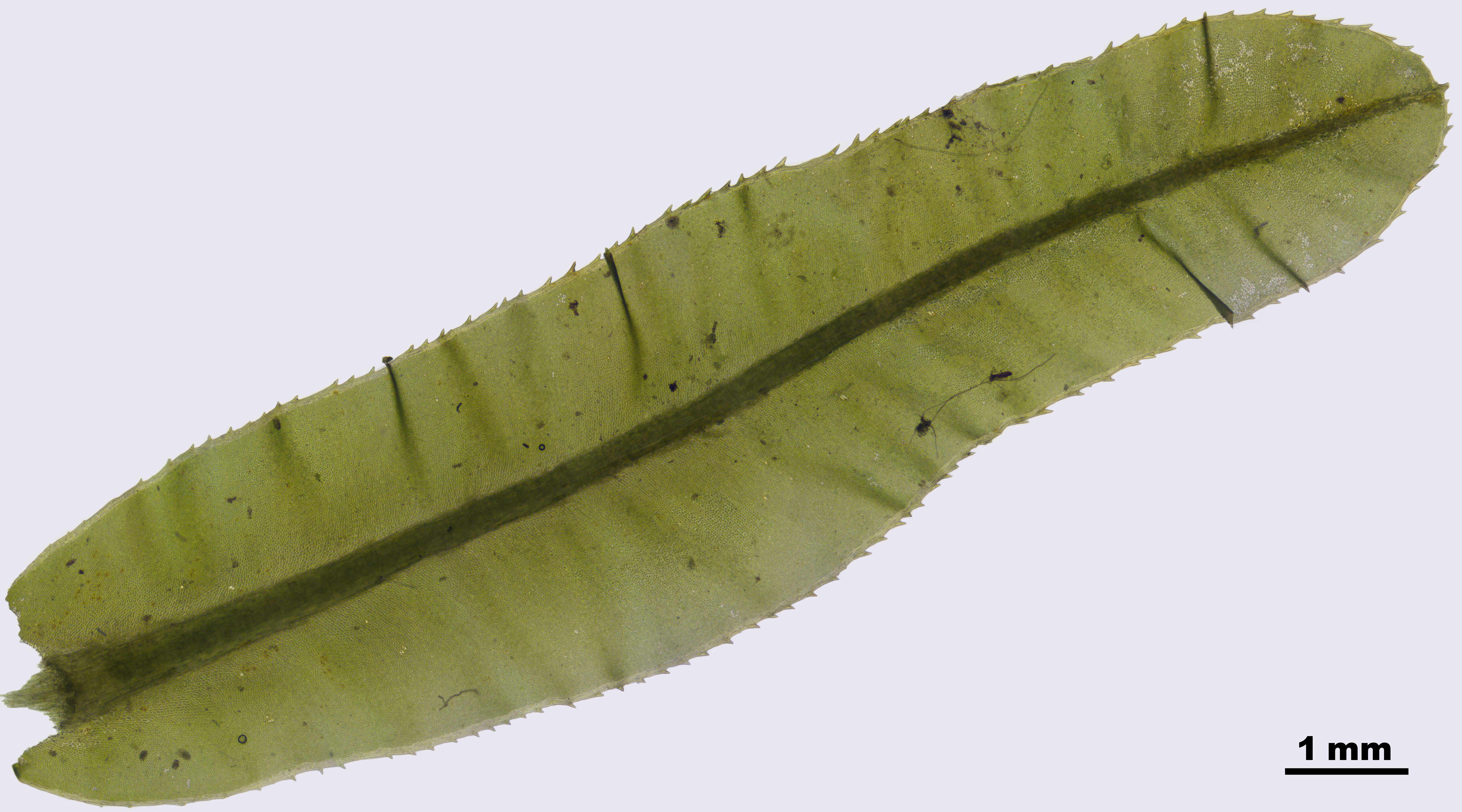

## Характеристика
Стебла прямовисні, 1–10 см; стерильні стебла до 10(15) см. Листки темно-зелені або жовто-зелені, в сухому стані зігнуті, у вологому — поперечно-хвилясті, видовжено-язикові, язичкові, вузькоязичкові, рідше вузькоеліптичні, 6–10(14) мм; краї зубчасті до основи, зубці гострі, з 1 (або 2) клітин; верхівка тупа або заокруглена, зрідка загострена. Спеціалізоване нестатеве розмноження столоноподібними стеблами. Вид дводомний. Коробочкові ніжки 1–4, жовто-зелені, з віком темно-червоні або чорнуваті, 2–4 см. Коробочка поникла, видовжено-циліндрична, 2.5–3 мм. Спори 30–35 мкм.